# Sveriges lag

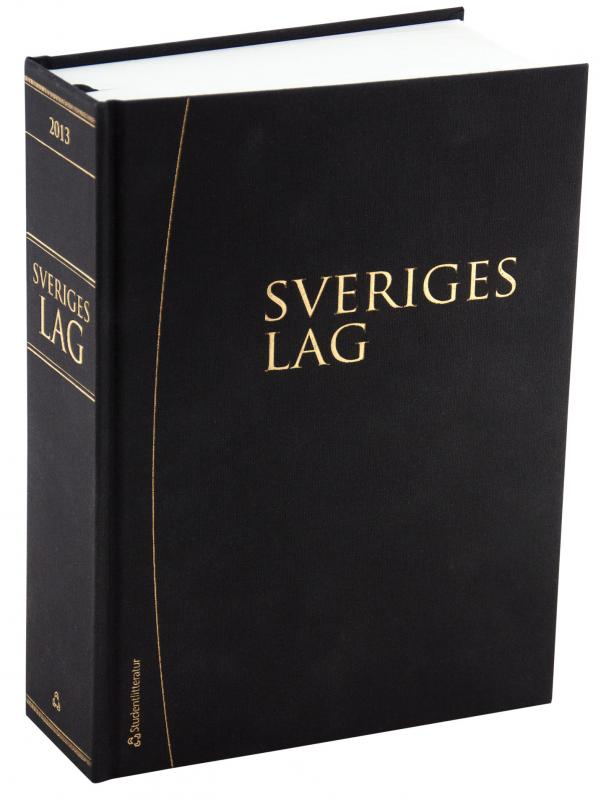
Sveriges lag 2013

Sveriges lag, eller den svarta lagboken, utges av Studentlitteratur AB. Den beskrivs av förlaget som lättanvänd, lättöverskådlig och pedagogisk. Sveriges Lag sammanställer svensk lagstiftning indelat i 28 rättsområden, innefattande gällande lagar, förordningar och EU-fördrag. Författningarna inom varje rättsområde är i huvudsak ordnade kronologiskt men lagstiftning som betraktas som särskilt betydelsefull ligger istället under respektive underrubrik. Hänvisning till centrala förarbeten samt rättsfall ges för varje författning. Rättsfall från Högsta domstolen, Arbetsdomstolen, Marknadsdomstolen, Migrationsöverdomstolen och Högsta förvaltningsdomstolen är beskrivna i ett rättsfallsregister.
År 2015 togs Sveriges lag fram i samarbete med ett redaktörsråd bestående av Rolf Dotevall, professor Göteborgs universitet; Kajsa Henning Mäki, adjunkt Umeå universitet; Eva Lindell-Frantz, lektor Lunds universitet; Jori Munukka, professor Stockholms universitet; Joakim Nergelius, professor Örebro universitet och Laila Zackariasson, professor Uppsala universitet.

## Disposition
Sveriges lag är en ämnesindelad lagbok med tre innehållsförteckningar i enlighet med ämnesindelning, bokstavsordning och kronologisk ordning. Genomgående finns rättsfallshänvisningar och kapitelinnehållsförteckning inför varje författning. Efter rättsfallsregistret finns en "Rättssök" som möjliggör sökning bland lagbokens rättsfall. I slutet finns en utbildningsspecifik innehållsförteckning.

## Ämnesområden
1. Statsrätt
2. Yttrandefrihet och informationsfrihet
3. Kommunalrätt
4. Allmän förvaltningsrätt
5. Familjerätt
6. Förmögenhetsrätt
7. Fastighetsrätt
8. 8Associationsrätt
9. Näringsrätt
10. Tullagstiftning och varuinförsel
11. Immaterialrätt
12. Ersättningsrätt
13. Politirätt
14. Straffrätt
15. Processrätt
16. Utsökningsrätt
17. Insolvensrätt
18. Skatterätt
19. Arbets- och diskrimineringsrätt
20. Hälso- och sjukvårdslagstiftning
21. Socialrätt
22. Skolrätt
23. Miljörätt och hälsoskyddslagstiftning
24. Djurhållning, skogsbruk, jakt och fiske
25. Transport- och sjörätt
26. Kultur
27. Kyrkorätt
28. Försvar